# Hrabstwo Lewis (Kentucky)

Piramida wieku hrabstwa

Hrabstwo Lewis – hrabstwo w USA, w stanie Kentucky. Według danych z 2010 roku, hrabstwo zamieszkiwało 13870 osób. Siedzibą hrabstwa jest Vanceburg.

## Miasta
- Garrison (CDP)
- Concord
- Vanceburg